# Demòfanes
Demòfanes (grec antic: Δημοφάνης, Dēmophánēs) fou un filòsof platònic de Megalòpolis, deixeble d'Arcesilau. Juntament amb Ecdem foren les primeres persones de la ciutat de Megalòpolis que es van aixecar contra la tirania d'Aristodem i van ajudar Arat a abolir la tirania a Sició; després els dos van rebre el govern de Cirene. De jove, Filopemen fou amic seu.